# Rete tranviaria di Little Rock
La rete tranviaria di Little Rock (in inglese conosciuta come Metro Streetcar, IPA: [ˈmɛˌtroʊ ˈstritˌkɑr]) è una rete tranviaria operata con vetture storiche che serve le città di Little Rock e North Little Rock, nello Stato dell'Arkansas.
La rete, lunga 5,5 km con in totale 15 stazioni, si compone di due linee ed è gestita dalla Rock Region Metro. La prima sezione della rete, lunga 4 km, venne aperta il 1º novembre 2004, mentre nel gennaio 2006 iniziarono i lavori per la fase due, lunga 1,5 km, che fu poi aperta al pubblico il 16 febbraio 2007.

## Il servizio
La rete è attiva sette giorni su sette.
| Linea       | Percorso                                   | Stazioni |
| ----------- | ------------------------------------------ | -------- |
| Linea blu   | Main Street ↔ Main & Fifth Streets         | 15       |
| Linea verde | River Market Avenue ↔ Little Rock Marriott | 10       |